# FFmpeg
FFmpeg — це комплекс вільних комп'ютерних програм та програмних бібліотек для обробки відео, аудіо та інших мультимедійних файлів і потоків. У його основі лежить сам інструмент командного рядка ffmpeg, призначений для обробки відео та аудіофайлів. Проєкт широко використовується для перекодування форматів, базового редагування (обрізка та конкатенація), масштабування відео, ефектів постпродакшн відео та для дотримання стандартів (SMPTE, ITU).
FFmpeg також включає інші інструменти: ffplay, простий медіа програвач та ffprobe — інструмент  командного рядка для відображення медіа-інфомації. Серед вхідних бібліотек є libavcodec, бібліотека аудіо-/відео- кодеків, яка використовується багатьма комерційними та безкоштовними програмними продуктами, libavformat (Lavf), бібліотека мультиплексування та демуксування аудіо/відео контейнерів, а також libavfilter, бібліотека для покращення та редагування фільтрів за допомогою фільтр-граф, схожий на GStreamer.
FFmpeg є частиною робочого процесу багатьох інших програмних проєктів, а його бібліотеки є основною частиною медіапрогравачів, таких як VLC, також були включені в основу обробки для YouTube і Bilibili. У комплект входять кодери та декодери для багатьох форматів аудіо та відео файлів, що робить його дуже корисним для перекодування поширених і незвичайних медіафайлів.
FFmpeg публікується під LGPL-2.1 та новішої версії або GPL-2.0 та новішої, залежно від того, які параметри ввімкнено.

## Історія
Проєкт був започаткований Фабрісом Белларом (використовуючи псевдонім «Жерар Лантау») у 2000 році, а з 2004 по 2015 рік його очолював Міхаель Нідермайєр. Деякі розробники FFmpeg також були частиною проєкту MPlayer, а сам FFmpeg був розміщений на сервері проєкту MPlayer.
Назва проєкту навіяна групою стандартів відео MPEG разом із «FF» для «швидкої перемотування». У логотипі використовується зигзагоподібний візерунок, який показує, як відеокодеки MPEG обробляють ентропійне кодування.
13 березня 2011 року група розробників FFmpeg вирішила розділити проєкт під назвою Libav. Подія була пов’язана з проблемою в управлінні проєктами, у якій розробники не погодилися з керівництвом FFmpeg.
10 січня 2014 року двоє співробітників Google оголосили, що протягом попередніх двох років у FFmpeg було виправлено понад 1000 помилок за допомогою fuzz-тестування.
У січні 2018 року програму командного рядка ffserver, який є давнім компонентом FFmpeg, було видалено. Розробники відмовилися від програми, посилаючись на високі зусилля по обслуговуванню через використання внутрішніх інтерфейсів прикладного програмування.
Проєкт публікує новий випуск у середньому кожні три місяці. Хоча версії випуску доступні на вебсайт для завантаження, розробники FFmpeg рекомендують користувачам компілювати програмне забезпечення з вихідного коду, використовуючи останню збірку з їх вихідного коду системи контролю версій Git.

### Історія кодеків
Наразі в рамках проєкту FFmpeg створено два формати кодування відео з відповідними кодеками та один формат контейнера. Два відеокодеки – це FFV1 (без втрат якості) та Snow (без втрат або з втратами). Розвиток відеокодека Snow зупинився, а його формат бітового потоку ще не завершено, що робить його експериментальним з 2011 року. Власним форматом мультимедійного контейнера є NUT, який більше активно не розвивається, але все ще підтримується.
Влітку 2010 року розробники FFmpeg Фіона Глейзер, Рональд Бултьє та Девід Конрад анонсували декодер ffvp8. За допомогою тестування вони визначили, що ffvp8 швидший, ніж власний декодер Google libvpx. Починаючи з версії 0.6 FFmpeg також підтримує WebM і VP8.
У  жовтні 2013 року до FFmpeg були додані власний відеокодек VP9, декодер OpenHEVC, декодер високоефективне кодування відео H.265 (відомий ще як HEVC) з відкритим програмним кодом. У 2016 році власний кодер AAC вважався стабільним, що призвело до зняття підтримки двох зовнішніх кодеків AAC від VisualOn та FAAC. FFmpeg 3.0 (під назвою «Einstein») зберіг підтримку для кодера Fraunhofer FDK AAC. Серед помітних змін в порівнянні з попередніми версіями було поліпшено підтримку апаратного стиснення AAC, поліпшене апаратне пришвидшення стиснення інших алгоритмів. Проте було порушено сумісність програмного та двійкового інтерфейсу з попередніми версіями. Починаючи з версії 3.4 «Cantor» FFmpeg підтримує формат зображення FITS. З листопада 2018 року у версії 4.1 «al-Khwarizmi» AV1 може мультиплікувати в MP4, Matroska та WebM.

## Компоненти

### Інструменти командного рядку
- ffmpeg – програма командного рядка для конвертування одного формату аудіо чи відео у інший. Вона також дозволяє захоплювати і кодувати відео в режимі реального часу від декількох апаратних і програмних джерел,[26] таких як карта захоплення ТБ.
- ffplay – простий медіа програвач, який використовує SDL та бібліотеки FFmpeg.
- ffprobe – інструмент командного рядка для зображення медіа інформації (тексту, CSV, XML, JSON), див. також Mediainfo.

### Бібліотеки
- libswresample – бібліотека, що містить функції редискретизації аудіо.
- libavresample – бібліотека, що містить функції редискретизації аудіо з проєкту Libav project, подібна до libswresample із бібліотеки ffmpeg.
- libavcodec – бібліотека, що містить усі власні аудіо/відео кодери і декодери FFmpeg. Більшість кодеків розроблені з нуля, щоб забезпечити найкращу продуктивність і можливість повторного використання коду.
- libavformat (Lavf)[27] – бібліотека, що містить мультиплексори і демультиплексори для форматів контейнерів аудіо/відео.
- libavutil – допоміжна бібліотека, що містить функції спільні для різних частин FFmpeg. Ця бібліотека містить хеш-функції, шифри, LZO декомпресор і Base64 кодер/декодер.
- libpostproc – бібліотека, що містить старіші функції пост-обробки відео відео на базі H.263.
- libswscale – ця бібліотека містить функції для масштабування зображення відео і конвертації колірного простору/формату пікселів.
- libavfilter – є заміною для vhook, що дозволяє перевіряти чи модифікувати відео/аудіо між процесами декодування і кодування. Фільтри були портовані із багатьох проєктів, включаючи MPlayer і AviSynth.
- libavdevice – бібліотека, що містить аудіо/відео io через внутрішні та зовнішні пристрої.

## Підтримуване обладнання

### Процесори
FFmpeg моє програмні реалізації алгоритмів стиснення та розпакування відео та аудіо. Таким чином їх можна компілювати та запускати на різних наборах інструкцій процесора.
Багато поширених наборів інструкцій підтримуються FFmpeg, включаючи x86 (IA-32 та x86-64), PPC (PowerPC), ARM, DEC Alpha, SPARC та MIPS.

### Обладнання спеціального призначення
Існує безліч інтегральних схем (ASIC) для стиснення та декомпресії аудіо/відео. Ці ASIC можуть частково або повністю розвантажити обчислення з центрального процесора. Замість повної реалізації алгоритму для використання подібного ASIC потрібен лише API.
| Виробник   | ASIC                   | призначення           | підтримується FFmpeg? | Деталі                                                                                    |
| ---------- | ---------------------- | --------------------- | --------------------- | ----------------------------------------------------------------------------------------- |
| AMD        | UVD                    | декодування           | Так                   | через VDPAU API та VAAPI                                                                  |
| AMD        | VCE                    | кодування             | Так                   | через VAAPI, вважається експериментальним                                                 |
| Amlogic    | Amlogic Video Engine   | декодування           | ?                     |                                                                                           |
| BlackMagic | DeckLink               | кодування/декодування | Так                   | прийом та відтворення в режимі реального часу                                             |
| Broadcom   | Crystal HD             | декодування           | Так                   |                                                                                           |
| Qualcomm   | Hexagon                | кодування/декодування | Так                   | hwaccel                                                                                   |
| Intel      | Intel Clear Video      | декодування           | Так                   |                                                                                           |
| Intel      | Intel Quick Sync Video | кодування/декодування | Так                   |                                                                                           |
| Nvidia     | PureVideo / NVDEC      | декодування           | Так                   | через VDPAU API від версії FFmpeg 1.2 (застарілий); через CUVID API від версії FFmpeg 3.1 |
| Nvidia     | NVENC                  | кодування             | Так                   | починаючи з версії FFmpeg 2.6                                                             |

### Використання з утилітою FFmpeg
Прискорення апаратне декодування включається за допомогою опції -hwaccel. Декодування починається у звичайному режимі, але якщо декодований потік підтримує апаратне забезпечення, тоді декодер призначає всю значну обробку цьому апаратному забезпеченню, таким чином прискорюючи процес декодування. Якщо потоки, які можна декодувати через апаратне забезпечення не виявлено (як це відбувається з непідтримуваним кодеком або профілем), тоді вони будуть декодовані програмним забезпеченням. Параметр -hwaccel_device застосовується, коли апаратне забезпечення потребує певного пристрою для роботи, особливо якщо доступно декілька графічних карт.

## Підтримувані кодеки та формати

### Формати зображень
FFmpeg підтримує багато поширених та деякі незвичайні формати зображень.
Формат зображення PGMYUV є саморобним варіантом двійкового (P5) формату PGM Netpbm. FFmpeg також підтримує 16-бітову глибину форматів PGM і PPM, а також двійковий (P7) формат PAM з або без альфа-каналу, глибиною 8 або 16 біт для pix_fmts monob, grey, gray16be, rgb24, rgb48be, ya8, rgba, rgb64be.

### Підтримувані формати
На додаток до форматів FFV1 і Snow, які були створені та розроблені з FFmpeg, проєкт також підтримує такі формати:
| Група                                                                  | Тип формату | Назва формату |
| ---------------------------------------------------------------------- | ----------- | --- |
| ISO/IEC/ITU-T                                                          | Відео       | MPEG-1 Part 2, H.261 (Px64), H.262/MPEG-2 Part 2, H.263, MPEG-4 Part 2, H.264/MPEG-4 AVC, HEVC/H.265 (MPEG-H Part 2), MPEG-4 VCB (також відомий як VP8), Motion JPEG, IEC DV відео та CD+G |
| ISO/IEC/ITU-T                                                          | Аудіо       | MP1, MP2, MP3, AAC, HE-AAC, MPEG-4 ALS, G.711 μ-law, G.711 A-law, G.721 (також відомий як G.726 32k), G.722, G.722.2 (також відомий як AMR-WB), G.723 (також відомий як G.726 24k і 40k), G.723.1, G.726, G.729, G.729D, IEC DV аудіо та Direct Stream Transfer (також відомий як Super Audio CD) |
| ISO/IEC/ITU-T                                                          | Субтитри    | MPEG-4 Timed Text (також відомий як MPEG-4 Part 17 або 3GPP Timed Text) |
| ISO/IEC/ITU-T                                                          | Зображення  | JPEG, Lossless JPEG, JPEG-LS, JPEG 2000, JPEG XL, PNG, CCITT G3 та CCITT G4 |
| Alliance for Open Media                                                | Відео       | AV1 |
| EIA                                                                    | Субтитри    | EIA-608 |
| CEA                                                                    | Субтитри    | CEA-708 |
| SMPTE                                                                  | Відео       | SMPTE 314M (також відомий як DVCAM і DVCPRO), SMPTE 370M (також відомий як DVCPRO HD), VC-1 (також відомий як WMV3), VC-2 (відомий як Dirac Pro), VC-3 (також відомий як AVID DNxHD) |
| SMPTE                                                                  | Аудіо       | SMPTE 302M |
| SMPTE                                                                  | Зображення  | DPX |
| ATSC/ETSI/DVB                                                          | Аудіо       | Full Rate (GSM 06.10), AC-3 (Dolby Digital), Enhanced AC-3 (Dolby Digital Plus) та DTS Coherent Acoustics (також відомий як DTS або DCA) |
| ATSC/ETSI/DVB                                                          | Субтитри    | DVB Subtitling (ETSI 300 743) |
| DVD Forum/Dolby                                                        | Аудіо       | MLP / Dolby TrueHD |
| DVD Forum/Dolby                                                        | Субтитри    | DVD-Video субтитри |
| Xperi/DTS, Inc/QDesign                                                 | Аудіо       | DTS Coherent Acoustics (також відомий як DTS або DCA), DTS Extended Surround (також відомий як DTS-ES), DTS 96/24, DTS-HD High Resolution Audio, DTS Express (також відомий як DTS-HD LBR), DTS-HD Master Audio, QDesign Music Codec 1 та 2                                                       |
| Blu-ray Disc Association                                               | Субтитри    | PGS (Presentation Graphics Stream) |
| 3GPP                                                                   | Аудіо       | AMR-NB, AMR-WB (також відомий як G.722.2) |
| 3GPP2                                                                  | Аудіо       | QCELP-8 (також відомий як SmartRate або IS-96C), QCELP-13 (також відомий як PureVoice або IS-733) та Enhanced Variable Rate Codec (EVRC. також відомий як IS-127) |
| World Wide Web Consortium                                              | Відео       | Анімовані GIF |
| World Wide Web Consortium                                              | Субтитри    | WebVTT |
| World Wide Web Consortium                                              | Зображення  | GIF та SVG (через librsvg) |
| IETF                                                                   | Відео       | FFV1 |
| IETF                                                                   | Аудіо       | iLBC (через libilbc), Opus та Comfort noise |
| International Voice Association                                        | Аудіо       | DSS-SP |
| SAC                                                                    | Відео       | AVS відео, AVS2 відео (через libdavs2) та AVS3 відео (через libuavs3d) |
| Microsoft                                                              | Відео       | Microsoft RLE, Microsoft Video 1, Cinepak, Microsoft MPEG-4 v1, v2 і v3, Windows Media Video (WMV1, WMV2, WMV3/VC-1), WMV Screen та Mimic кодек |
| Microsoft                                                              | Аудіо       | Windows Media Audio (WMA1, WMA2, WMA Pro та WMA Lossless), XMA (XMA1 і XMA2), MSN Siren, MS-GSM та MS-ADPCM |
| Microsoft                                                              | Субтитри    | SAMI |
| Microsoft                                                              | Зображення  | Windows Bitmap, WMV Image (WMV9 Image і WMV9 Image v2), DirectDraw Surface та MSP |
| Interactive Multimedia Association                                     | Аудіо       | IMA ADPCM |
| Intel / Digital Video Interactive                                      | Відео       | RTV 2.1 (Indeo 2), Indeo 3, 4 and 5 та Intel H.263 |
| Intel / Digital Video Interactive                                      | Аудіо       | DVI4 (також відомий як IMA DVI ADPCM), Intel Music Coder та Indeo Audio Coder |
| RealNetworks                                                           | Відео       | RealVideo Fractal Codec (також відомий як Iterated Systems ClearVideo), 1, 2, 3 та 4 |
| RealNetworks                                                           | Аудіо       | RealAudio v1 – v10 |
| RealNetworks                                                           | Субтитри    | RealText |
| Apple / Spruce Technologies                                            | Відео       | Cinepak (Apple Compact Video), ProRes, Sorenson 3 Codec, QuickTime Animation (Apple Animation), QuickTime Graphics (Apple Graphics), Apple Video, Apple Intermediate Codec та Pixlet |
| Apple / Spruce Technologies                                            | Аудіо       | ALAC |
| Apple / Spruce Technologies                                            | Зображення  | QuickDraw PICT |
| Apple / Spruce Technologies                                            | Субтитри    | Spruce subtitle (STL) |
| Adobe Flash Player (SWF)                                               | Відео       | Screen video, Screen video 2, Sorenson Spark та VP6 |
| Adobe Flash Player (SWF)                                               | Аудіо       | Adobe SWF ADPCM і Nellymoser Asao |
| Adobe / Aldus                                                          | Зображення  | TIFF, PSD та DNG |
| Xiph.Org                                                               | Відео       | Theora |
| Xiph.Org                                                               | Аудіо       | Speex, Vorbis, Opus та FLAC |
| Xiph.Org                                                               | Субтитри    | Ogg Writ |
| Sony                                                                   | Аудіо       | Adaptive Transform Acoustic Coding (ATRAC1, ATRAC3, ATRAC3Plus та ATRAC9) та PSX ADPCM |
| NTT                                                                    | Аудіо       | TwinVQ |
| Google / On2 / GIPS                                                    | Відео       | Duck TrueMotion 1, Duck TrueMotion 2, Duck TrueMotion 2.0 Real Time, VP3, VP4, VP5, VP6, VP7, VP8, VP9 та анімовані WebP |
| Google / On2 / GIPS                                                    | Аудіо       | DK ADPCM Audio 3/4, On2 AVC та iLBC (через libilbc) |
| Google / On2 / GIPS                                                    | Зображення  | WebP |
| Epic Games / RAD Game Tools                                            | Відео       | Smacker відео та Bink відео |
| Epic Games / RAD Game Tools                                            | Аудіо       | Blink аудіо |
| CRI Middleware                                                         | Аудіо       | ADX ADPCM та HCA |
| Nintendo / NERD                                                        | Відео       | Mobiclip відео |
| Nintendo / NERD                                                        | Аудіо       | GCADPCM (також відомий як ADPCM THP), FastAudio та ADPCM IMA MOFLEX |
| DSP Group                                                              | Аудіо       | Truespeech |
| Electronic Arts / Criterion Games / Black Box Games / Westwood Studios | Відео       | RenderWare TXD, Madcow, CMV, TGV, TGQ, TQI, Midivid VQ (MVDV), MidiVid 3.0 (MV30), Midivid Archival (MVHA) та Vector Quantized Animation (VQA) |
| Electronic Arts / Criterion Games / Black Box Games / Westwood Studios | Аудіо       | Electronic Arts ADPCM variants |
| Netpbm                                                                 | Зображення  | PBM, PGM, PPM, PNM, PAM та PFM |
| MIT/X Consortium/The Open Group                                        | Зображення  | XBM, XPM та xwd |
| HPE / SGI / Silicon Graphics                                           | Відео       | Silicon Graphics RLE 8-бітне відео, Silicon Graphics MVC1/2 |
| HPE / SGI / Silicon Graphics                                           | Зображення  | Silicon Graphics Image |
| Oracle/Sun Microsystems                                                | Зображення  | Sun Raster |
| IBM                                                                    | Відео       | IBM UltiMotion |
| Avid Technology / Truevision                                           | Відео       | Avid 1:1x, Avid Meridien, Avid DNxHD та DNxHR |
| Avid Technology / Truevision                                           | Зображення  | Tagra |
| Autodesk / Alias                                                       | Відео       | Autodesk Animator Studio Codec та FLIC |
| Autodesk / Alias                                                       | Зображення  | Alias PIX |
| Activision Blizzard / Activision / Infocom                             | Аудіо       | ADPCM Zork |
| Konami / Hudson Soft                                                   | Відео       | HVQM4 Video |
| Konami / Hudson Soft                                                   | Аудіо       | Konami MTAF, and ADPCM IMA HVQM4 |
| Grass Valley / Canopus                                                 | Відео       | HQ, HQA, HQX and Lossless |
| Vizrt / NewTek                                                         | Відео       | SpeedHQ |
| Vizrt / NewTek                                                         | Зображення  | Vizrt Binary Image |
| Academy Software Foundation / ILM                                      | Зображення  | OpenEXR |
| Mozilla Corporation                                                    | Відео       | APNG |
| Matrox                                                                 | Відео       | Matrox Uncompressed SD (M101) / HD (M102) |
| AMD/ATI                                                                | Відео       | ATI VCR1/VCR2 |
| Asus                                                                   | Відео       | ASUS V1/V2 кодек |
| Commodore                                                              | Відео       | CDXL кодек |
| Kodak                                                                  | Зображення  | Photo CD |
| Blackmagic Design / Cintel                                             | Зображення  | Cintel RAW |
| Houghton Mifflin Harcourt / The Learning Company / ZSoft Corporation   | Зображення  | PCX |
| Australian National University                                         | Зображення  | X-Face |
| Bluetooth Special Interest Group                                       | Аудіо       | SBC та mSBC |
| Qualcomm / CSR                                                         | Аудіо       | QCELP, aptX та aptX HD |

Дані можна передавати без обробки через -c copy. Одним зі способів є вирізання відеозапису без необхідності часу та обробки перекодування.

### Муксери
Вихідні формати (формати контейнерів та інші способи створення вихідних потоків) у FFmpeg називаються «муксерами» (від слова muxers). FFmpeg підтримує наступні:
- AIFF
- ASF
- AVI а також інформацію на вході з AviSynth
- BFI
- CAF
- FLV
- GIF
- GXF, General eXchange Format, SMPTE 360M
- HLS, HTTP Live Streaming
- IFF
- Базовий формат медіафайлу ISO (включаючи QuickTime, 3GP and MP4)
- Matroska (включаючи WebM)
- Maxis XA
- MPEG-DASH
- MPEG program stream
- MPEG transport stream (включаючи AVCHD)
- MXF, Material eXchange Format, SMPTE 377M
- MSN Webcam потік
- NUT
- Ogg
- OMA
- RL2
- Базовий сегмент потока, для створення сегментованих відеопотоків
- Smooth Streaming
- TXD
- WTV

### Піксельні формати
FFmpeg підтримує багато форматів пікселів. Деякі з цих форматів підтримуються лише в якості вхідних (від англ. input) форматів.
| Тип                 | Колірна модель               | Упакований піксель           |                 | Планарність        | Планарність     | Планарність                              | Палітра         |
| Тип                 | Колірна модель               | Без альфа-каналу             | З альфа-каналом | Без альфа-каналу   | З альфа-каналом | Кольорове перемежування                  | З альфа-каналом |
| ------------------- | ---------------------------- | ---------------------------- | --------------- | ------------------ | --------------- | ---------------------------------------- | --------------- |
| Монохромія          | Бінарне (1-бітна монохромія) | monoblack, monowhite         | —               | —                  | —               | —                                        | —               |
| Монохромія          | Відтінки сірого              | 8/9/10/12/14/16 bpp          | —               | —                  | 16/32bpp        | —                                        | —               |
| RGB                 | RGB 1:2:1 (4-бітний колір)   | 4bpp                         | —               | —                  | —               | —                                        | —               |
| RGB                 | RGB 3:3:2 (8-бітний колір)   | 8bpp                         | —               | —                  | —               | —                                        | —               |
| RGB                 | RGB 5:5:5 (High color)       | 16bpp                        | —               | —                  | —               | —                                        | —               |
| RGB                 | RGB 5:6:5 (High color)       | 16bpp                        | —               | —                  | —               | —                                        | —               |
| RGB                 | RGB/BGR                      | 24/30/48bpp                  | 32/64bpp        | —                  | —               | —                                        | 8bit->32bpp     |
| RGB                 | GBR                          | —                            | —               | 8/9/10/12/14/16bpc | 8/10/12/16bpc   | —                                        | —               |
| RGB з рухомою комою | GBR                          | —                            | —               | 32bpc              | 32bpc           | —                                        | —               |
| YUV                 | YVU 4:1:0                    | —                            | —               | (9bpp (YVU9))      | —               | —                                        | —               |
| YUV                 | YUV 4:1:0                    | —                            | —               | 9bpp               | —               | —                                        | —               |
| YUV                 | YUV 4:1:1                    | 8bpc (UYYVYY)                | —               | 8bpc               | —               | (8bpc (NV11))                            | —               |
| YUV                 | YVU 4:2:0                    | —                            | —               | (8bpc (YV12))      | —               | 8 (NV21)                                 | —               |
| YUV                 | YUV 4:2:0                    | —                            | —               | 8/9/10/12/14/16bpc | 8/9/10/16bpc    | 8 (NV12)/10 (P010)/16bpc (P016)          | —               |
| YUV                 | YVU 4:2:2                    | —                            | —               | (8bpc (YV16))      | —               | (8bpc (NV61))                            | —               |
| YUV                 | YUV 4:2:2                    | 8 (YUYV і UYVY)/10bpc (Y210) | —               | 8/9/10/12/14/16bpc | 8/9/10/12/16bpc | 8 (NV16)/10 (NV20 and P210)/16bpc (P216) | —               |
| YUV                 | YUV 4:4:0                    | —                            | —               | 8/10/12bpc         | —               | —                                        | —               |
| YUV                 | YVU 4:4:4                    | —                            | —               | (8bpc (YV24))      | —               | 8bpc (NV42)                              | —               |
| YUV                 | YUV 4:4:4                    | (10 (Y410) і 16bpc (Y416))   | 16bpc           | 8/9/10/12/14/16bpc | 8/9/10/12/16bpc | 8 (NV24)/10 (P410)/ 16bpc (P416)         | —               |
| XYZ                 | XYZ 4:4:4                    | 12bpc                        | —               | —                  | —               | —                                        | —               |
| Баєра               | BGGR/RGGB/GBRG/GRBG          | 8/16bppp                     | —               | —                  | —               | —                                        | —               |

1. ↑  англ. bits per pixel (кількість біт на піксель)
2. ↑  10-бітові кольорові компоненти з 2-бітовим заповненням (X2RGB10)
3. ↑  Також підтримуються RGBx (rgb0) і xBGR (0bgr).
4. ↑  використовується в YUV-центрованих кодеках, таких як H.264
5. 1 2 3 4  YVU9, YV12, YV16 та YV24 підтримуються як кодек «rawvideo» в FFmpeg.
6. ↑  I420 також відомий яка YUV420P
7. ↑  також відомий як YUY2 в Windows
8. ↑  UYVY 10bpc без заповнення підтримується як «bitpacked» кодек в FFmpeg. UYVY 10bpc з 2-бітовим заповненнямм підтримується як кодек «v210» в FFmpeg. 16bpc (Y216) підтримується як кодек «targa_y216» в FFmpeg.
9. ↑  I422 також відомий як YUV422P
10. ↑  8bpc (AYUV) не підтримується
11. ↑  I444 також відомий як YUV444P
12. ↑  використовується в JPEG2000

FFmpeg не підтримує IMC1-IMC4, AI44, CYMK, RGBE, Log RGB та інші формати. Він також ще не підтримує ARGB 1:5:5:5, 2:10:10:10 або інші формати бітових полів BMP, які зазвичай не використовуються.

## Підтримувані протоколи

### Відкриті стандарти
- IETF RFC:
  - FTP
  - Gopher
  - HLS
  - HTTP
  - HTTPS
  - RTP
  - RTSP
  - SCTP
  - SDP
  - SRTP
  - TCP
  - TLS
  - UDP
  - UDP-Lite
- IETF I-Ds:[39]
  - SFTP (через libssh)
- Microsoft OSP:
  - CIFS/SMB (через libsmbclient)
  - MMS через TCP (MS-MMSP)
  - MMS через HTTP (MS-WMSP)
- CENELEC:
  - SAT>IP
- OASIS стандарти:
  - AMQP 0-9-1 (через librabbitmq)
- SRT Alliance стандарт:
  - SRT (через libsrt)

### Стандарт де-факто
- RTSP через TLS[40][41]
- Icecast протокол
- Adobe RTMP, RTMPT, RTMPE, RTMPTE та RTMPS
- RealMedia RTSP/RDT
- ZeroMQ (через libzmq)
- RIST (через librist)

## Додатки

### Юридичні аспекти
FFmpeg містить понад 100 кодеків, більшість із яких використовує ті чи інші методи стиснення. Багато таких методів стиснення можуть бути предметом юридичних претензій щодо патентів на програмне забезпечення. Такі претензії можуть мати позовну силу в таких країнах, як Сполучені Штати Америки, які запровадили патенти на програмне забезпечення, але вважаються такими, що не мають позовної сили або є недійсними, наприклад, у країнах-членах Європейського Союзу. Термін дії патентів на багато старіших кодеків, включаючи AC3 і всі кодеки MPEG-1 і MPEG-2, закінчився.
FFmpeg ліцензується згідно з ліцензією LGPL, але якщо певна збірка FFmpeg пов’язана з будь-якою бібліотекою GPL (зокрема, x264), тоді весь двійковий файл ліцензується під ліцензією GPL.

### Проєкти, які використовують FFmpeg
FFmpeg використовується програмним забезпеченням, таким як Blender, Cinelerra-GG Infinity, HandBrake, Kodi, MPC-HC, Plex, Shotcut, VirtualDub2 (форк VirtualDub), медіаплеєр VLC, xine і YouTube. Він керує відтворенням відео та аудіо в Google Chrome і версії Firefox для Linux. Було розроблено інтерфейс графічного інтерфейсу для FFmpeg, включаючи Multimedia Xpert і XMedia Recode.
FFmpeg використовується ffdshow, FFmpegInterop, плагіном GStreamer FFmpeg, фільтрами LAV і OpenMAX IL для розширення можливостей кодування та декодування відповідних мультимедійних платформ.
У рамках місії НАСА Марс 2020 FFmpeg використовується марсоходом Perseverance для стиснення зображень і відео перед відправкою на Землю.

## Деякі приклади застосування
Примітка: Важливо, щоб параметри були вказані в правильному порядку (наприклад, вхід, відео, фільтри, аудіо, вихід). Якщо цього не зробити, параметри можуть бути пропущені або запобігти виконанню FFmpeg.
Переглянути інформацію про будь-який медіафайла:
$ ffprobe вхідний-файл.mkv
Об’єднання потрібних файлів, наприклад VOB-файли, в один потік і мультиплексування їх у MPEG-2:
$ cat вхідний-0.VOB вхідний-1.VOB вхідний-2.VOB | ffmpeg -i - вихідний_відео_файл.mp2
Мультиплексування одного формата в інший, в данном прикладі MPEG-4 в AVI та MPEG-3 в WAV:
$ ffmpeg -i вхідний_відео_файл.mp4 вихідний_відео_файл.avi
$ ffmpeg -i вхідний_аудіо_файл.mp3 вихідний_аудіо_файл.wav